# Koroliwka (Solotschiw)
Koroliwka (ukrainisch Королівка; russisch Королёвка Koroljowka, polnisch Korolówka, Karolówka) ist ein Dorf im Rajon Solotschiw der Oblast Lwiw im Westen der Ukraine mit etwa 150 Einwohnern.
Es gehört verwaltungstechnisch zur Stadtgemeinde Brody, bis 2020 war das Dorf Teil der eigenständigen Landratsgemeinde Leschniw im Rajon Brody.

## Geschichte

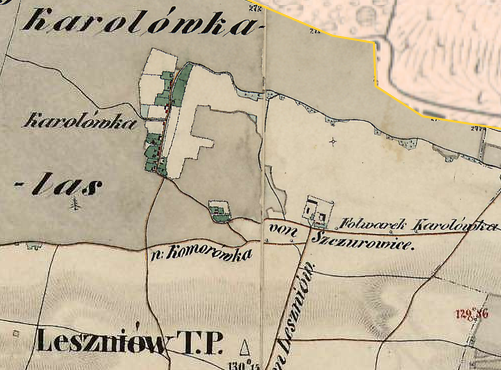
Karolówka auf der Franziszeischen Landesaufnahme um die Mitte des 19. Jahrhunderts

Der damalige galizische Grenzort wurde im 19. Jahrhundert gegründet. Um 1875 war die evangelische Filialgemeinde von Józefów in Karolówka in der Organisation begriffen, nach dem kirchlichen Schematismus aus diesem Jahr hatte diese Filialgemeinde ein Wachstumspotential: es gab schon einen Friedhof und in kürzer Zeit wurde eine evangelische Volksschule eröffnet.
Im Jahr 1900 hatte der Ortsteil Korolówka der Gemeinde Leszniów 27 Häuser mit 148 Einwohnern, davon waren 117 Polnischsprachige, 22 Deutschsprachige, 9 Ruthenischsprachige, 9 waren römisch-katholisch, 9 griechisch-katholisch, 15 jüdischer Religion, 115 anderen Glaubens.
Nach dem Ende des Polnisch-Ukrainischen Kriegs 1919 kam die Gemeinde zu Polen. Im Jahre 1921 hatte die Kolonie Korolówka in der Gemeinde Leszniów 68 Häuser mit 399 Einwohnern, davon waren 149 Polen, 139 Ruthenen, 110 Deutsche, 1 Jude, 194 waren griechisch-katholisch, 128 evangelisch, 70 römisch-katholisch, 7 jüdischer Religion. 1937 zählte die evangelische Filialgemeinde von Józefów in Konopkówka 139 Seelen.
Zu Beginn des Zweiten Weltkriegs gehörten die Gemeinde nach der sowjetischen Besetzung Ostpolens zunächst zur Sowjetunion und nach dem Überfall der Wehrmacht auf die Sowjetunion ab 1941 zum Generalgouvernement. 1945 kamen die Ortschaft wieder zur Ukrainischen SSR innerhalb der Sowjetunion und nach deren Zerfall 1991 zur unabhängigen Ukraine.